# Paul Dickov
Paul Dickov est un footballeur international écossais devenu entraîneur, né le 1er novembre 1972 à Livingston.

## Biographie
Paul Dickov est né à Livingston, dans le comté de West Lothian, en Écosse. 
Il découvre le football à l'âge de 9 ans, et rejoint le club de sa ville natale où il est formé durant de nombreuses années. Il se fait remarquer très tôt par le club d'Arsenal, où il rejoint son centre de formation.
En 1990, il commence sa carrière professionnelle avec les gunners d'Arsenal.
Il a pris sa retraite sportive en 2011. 
Il est devenu par la suite entraîneur. Il entraîne depuis 2013 l'équipe anglaise de Doncaster Rovers.

## Carrière de joueur
Paul Dickov est formé Arsenal où il signe le premier contrat professionnel de sa carrière. En six saisons avec le club londonien, il ne participe qu'à 22 matchs. Il est souvent sur le banc des remplaçants. En 1994, il remporte la Coupe d'Europe des vainqueurs de coupe. 
En 1993, il est prêté au club Luton Town où il jouera pendant une saison. Puis en 1994, il rejoint Brighton & Hove Albion, encore en prêt par Arsenal. Durant ces deux saisons, ils ne participent qu'à 23 matchs et peine à s'imposer en tant que joueur titulaire. Il revient à Arsenal à la fin de cette mauvaise saison.
En 1996, il rejoint Manchester City. À son arrivée, le club est encore en Premier League. Il resta avec ce club durant six saisons, de 1996 à 2002, où il connut deux montées et deux relégations. De ce fait, il connut trois championnat différents. En 2002, il quitte son club, rejoignant Leicester City.

## Carrière internationale
Dickov débuta avec l'équipe d'Écosse Espoirs au Championnat du Monde 1989, où il marqua en finale mais sortit avant de voir son équipe échouer aux penaltys contre l'Arabie saoudite.
Il fit ses débuts avec l'Écosse le 7 octobre 2000, comme remplaçant, lors d'un match comptant pour le Tour préliminaire de la coupe du monde de football 2002, contre St Marin. Cette même année, il fit deux matchs en tant que remplaçant contre la Croatie et l'Australie. Relégué au second plan dans son club, Dickov ne put être sélectionné les deux années suivantes. Sa bonne forme avec Leicester lui permet d'être rappelé en septembre 2002. Il fit son premier match en tant que titulaire contre les îles Féroé. Mais, ne jouant pas dans sa position habituelle, étant placé dans l'aile, il est remplacé à la mi-temps alors que l'Écosse n'arrive pas à se défaire de ses adversaires (2-2) qui sont pourtant 62 places plus bas dans le classement FIFA.
Un an plus tard, Dickov marqua son premier but international lors d'une victoire 3-1. 
Sa dernière sélection fut en octobre 2004, lors d'un match contre la Norvège, qui se solda par une défaite (1-0). 
Dickov compte dix sélections en équipe d'Écosse et une réalisation.

## Style de jeu
Bien qu'il soit au poste d'attaquant, Dickov est plus connu pour sa ténacité que par sa capacité à marquer de nombreux buts. 
En 2003, lors d'une interview accordée au journal de l'Independent on Sunday, il expliqua son style de jeu : " L'habilité de se battre est l'une des nombreuses parties de mon jeu. Je connais mes limites. Je ne suis pas le genre d'attaquant qui prend la balle et qui élimine cinq ou six joueurs puis qui marque en pleine lucarne de Dieu sait où. Mais, que je joue bien ou pas, la chose que tu auras de moi est que je suis à 110 %, surprenant les défenseurs et leur donnant du fil à retordre."
Rio Ferdinand mentionnait son nom comme étant le plus grand maux de tête à traiter sur un terrain.
Son approche combative résulta que Joe Royle, l'entraîneur de Manchester City, le surnomma « La Guêpe ». Lors de son passage à Leicester City, il était connu sous le nom de « La Peste ».

## Palmarès
- Vainqueur de la Coupe des coupes avec Arsenal en 1994.
- Champion d'Angleterre de D2 en 2001 avec Manchester City
- Champion d'Angleterre de D3 en 2009 avec Leicester

## Vie privée
Dickov est marié à Janet. Le couple a eu trois enfants : Lauren, Max et Sam. La famille vit à Cheshire.